# Cadinell
El Cadinell és una muntanya de 2.113 metres situada a l'extrem oriental de la Serra del Cadinell, de la que és el cim culminant, al municipi de Josa i Tuixén, a la comarca de l'Alt Urgell.
Aquest cim està inclòs a la llistat dels 100 cims de la FEEC

## Descripció
S'aixeca amb un desnivell de 300 metres per sobre del Coll de Jovell, que l'entronca amb la Serra del Cadí, al nord, mentre que el vessant sud presenta un desnivell de 800 metres fins al fons de la vall del Riu de Josa. Això, unit al fet que els últims metres del cim siguin molt encinglerats, fa que la muntanya, vista des de la vall de Josa, tingui un espectacular i bonic aspecte piramidal.
La part obaga del Cadinell llueix un magnífic bosc de pi negre, gens alterat, fins a sota mateix del cingle culminant. És la coneguda Obaga Negra. A més de l'abundància i varietat de flora alpina, hi destaca un ufanós clap de neretar, impropi del sol calcari de l'indret. El Cadinell està inclòs, merescudament, dins de l'àmbit del Parc Natural del Cadí-Moixeró

## Per pujar-hi
La ruta al Cadinell s'inicia al Coll de Jovell. S'enfila directament al cim per la pineda de la Costa de la Veda, sense camí evident, aprofitant corriols fets pels ramats. Més endavant es desvia lleugerament cap a la dreta per anar a cercar un tram més inclinat i un petit grau que porta a un prat dalt de la carena, a un centenar de metres a l'oest del cim (cota 2.070 metres 42° 15′ 50.67″ N, 1° 35′ 40.27″ E / 42.2640750°N,1.5945194°E). Des d'allí el camí a la cota cimera és evident i sense obstacles.

## Des del cim
El cim és un gran mirador de l'eixarreïda vessant meridional de la Serra del Cadí, en la seva meitat ponentina. Cap a l'est, es domina tota la vall de Cerneres, des de Josa de Cadí fins al coll del Collell i el Pedraforca. Al sud, la muntanya dels Cloterons, de més alçada, obstaculitza en part la visió de la Serra del Verd. I cap a ponent, la vista s'eixampla cap al massís del Port del Comte, Tuixent i tota la Vall de la Vansa fins a la Serra del Boumort.